# ヘイブリル (ニューハンプシャー州)
ヘイブリル（英: Haverhill [ˈheɪvrɪl]）は、アメリカ合衆国ニューハンプシャー州の町。グラフトン郡の郡庁所在地である。人口は4,697 人（2010年）だった。町の中にウッズビル、パイク、ノースヘイブリルのビレッジがあり、昔の町の中心であるヘイブリルコーナー、さらにマウンテンレイクス地区もある。町内にベデル橋州立公園、ブラック山州有林、キンダー記念森、オリベリアン・バレー野生生物保存区もある。毎年ノースヘイブリル祭が開催され、ニューハンプシャー・コミュニティ工科カレッジ分校もある。ノースヘイブリルのビレッジにグラフトンの郡庁舎がある。

## 歴史
ヘイブリルとなった地域には、マサチューセッツ州のヘイブリルからの開拓者が入り、当初はローワーコホスと呼ばれていた。1763年、ニューハンプシャー植民地総督のベニング・ウェントワースが法人化し、1773年にはグラフトン郡の郡庁所在地となった。ヘイブリルは、植民地の北と西の開拓地を海岸と結んだプロビンス道路の終点だった。1859年の町の人口は2,405人となっており、工業としては製粉所3か所、製材所12か所、製紙工場1か所、大きな革なめし場1か所、荷馬車工場1か所、鉄鋳造所1か所、靴工場7か所、印刷所1か所、機械工場数か所があった。町内には1829年に建設された国内でも最古の文書化された屋根付橋、ヘイブリル・バス橋があり、現在も使われている。
ウッズビルのビレッジは、バーモント州ウェルズリバーのジョン・L・ウッズにちなんで名付けられ、かつては大変重要な鉄道中心だった。ウッズがアモヌーサック川沿いで製材所を運営し、ボストン・コンコード・アンド・モントリオール鉄道が開通した後は、鉄道への物資供給事業を展開した。パイクのビレッジは、砥石の製造では世界をリードした会社、パイク・マニュファクチャリング会社の後の従業員が入った。
ヘイブリルコーナーのビレッジは昔から町の主要部と考えられているが、町役場はノースヘイブリルのビレッジに置かれ、グラフトン郡の事務所と裁判所も州道10号線沿いの北2マイル (3 km) にある。ウッズビルは1972年まで郡庁所在地だったが、郡庁舎がウッズビルと小さなノースヘイブリルの中間にある田園部に移された。
ウッズビルのビレッジは現在ヘイブリルとその周辺の小さな町の商業中心であり、その範囲にはバーモント州の町も含まれる。ウッズビルには町のスーパーマーケット、銀行（ウッズビル保証貯蓄銀行の本社を含む）、チェーンストアの店舗、州営酒店、病院、レストランがある。

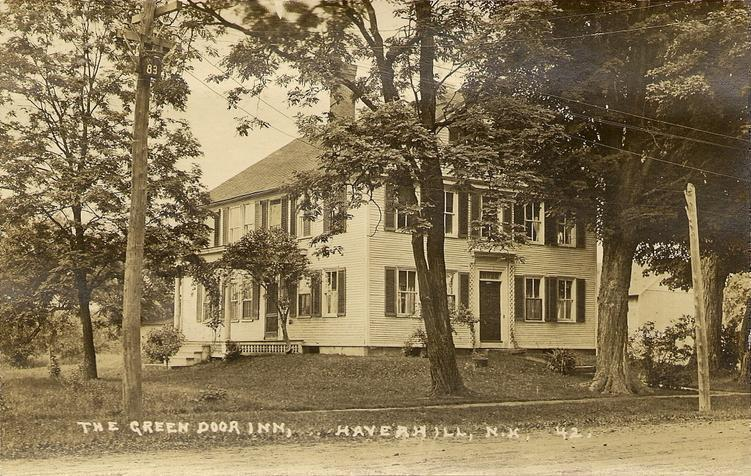
グリーンドア・イン、1920年頃
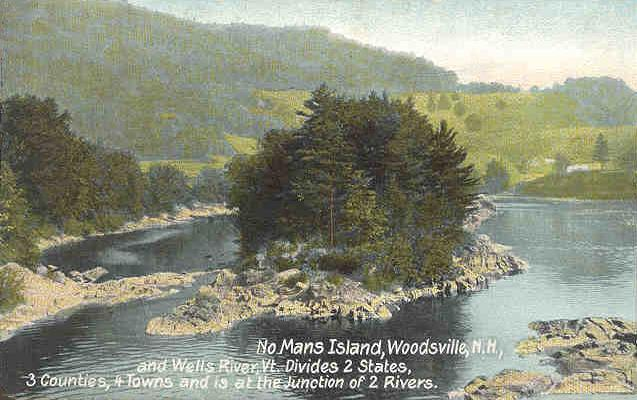
ノーマンズ・アイランド、1913年
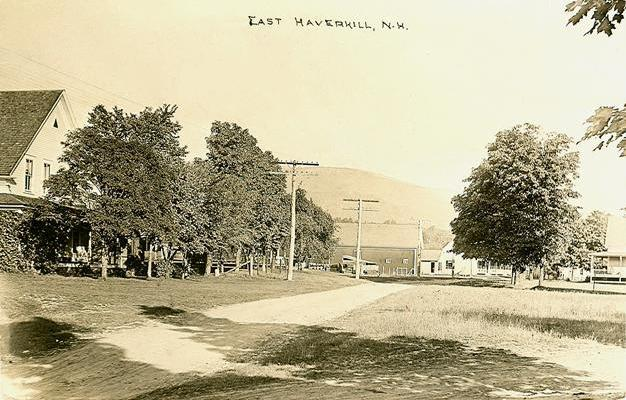
イーストヘイブリル、1917年
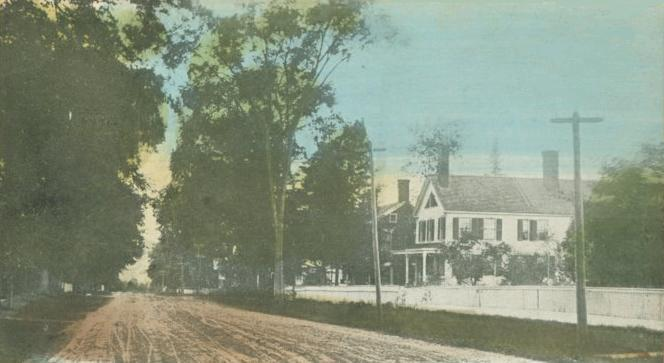
コート通り、1910年

## 地理
アメリカ合衆国国勢調査局に拠れば、町域全面積は52.1平方マイル (134.9 km2)であり、このうち陸地51.0平方マイル (132.1 km2)、水域は1.1平方マイル (2.8 km2)で水域率は2.15% である。西の町境はコネチカット川であり、町内はアモヌーサック川の他、オリベリアン川とクラーク・ブルックが流れている。ヘイブリルはコネチカット川流域に全てが入っている.。
町内最高地点は標高2,320フィート (710 m) あるブラック山の西斜面であり、その頂上、2,830フィート (860 m) は隣接するベントン町内にある。
町内には州が保守する道路が通っている。ニューハンプシャー州道10号線はヘイブリルを南北に抜ける幹線道であり、コネチカット川に並行している。アメリカ国道302号線はバーモント州から町に入り、町の北部にあるウッズビルを東西に抜け、州道10号線に合流した北東のバスとリトルトンに向かう。州道25号線はピアモント町からヘイブリルに入り、州道10号線に合流した後、分かれて南東のヘイブリルコーナーに向かう。州道116号線はノースヘイブリルの州道10号線が南端であり、同135号線はウッズビルの南の州道10号線が南端である。バーモント州を通る国道5号線にはノースヘイブリルとウッズビルにある橋を通れば容易にアクセスできる。

## 人口動態
以下は2000年の国勢調査による人口統計データである。
| 基礎データ - 人口: 4,416 人 - 世帯数: 1,755 世帯 - 家族数: 1,147 家族 - 人口密度: 33.4人/km2（86.5 人/mi2） - 住居数: 2,148 軒 - 住居密度: 16.2軒/km2（42.1 軒/mi2） 人種別人口構成 - 白人: 98.23% - アフリカン・アメリカン: 0.45% - ネイティブ・アメリカン: 0.25% - アジア人: 0.36% - 太平洋諸島系: 0.02% - その他の人種: 0.20% - 混血: 0.48% - ヒスパニック・ラテン系: 0.61% | 年齢別人口構成 - 18歳未満: 23.6% - 18-24歳: 7.5% - 25-44歳: 26.6% - 45-64歳: 24.6% - 65歳以上: 17.6% - 年齢の中央値: 40歳 - 性比（女性100人あたり男性の人口） - 総人口: 99.5 - 18歳以上: 94.1 世帯と家族（対世帯数） - 18歳未満の子供がいる: 28.3% - 結婚・同居している夫婦: 52.6% - 未婚・離婚・死別女性が世帯主: 8.7% - 非家族世帯: 34.6% - 単身世帯: 27.9% - 65歳以上の老人1人暮らし: 12.9% - 平均構成人数 - 世帯: 2.38人 - 家族: 2.91人 | 収入と家計 - 収入の中央値 - 世帯: 36,853米ドル - 家族: 44,816米ドル - 性別 - 男性: 27,100米ドル - 女性: 23,828米ドル - 人口1人あたり収入: 17,465米ドル - 貧困線以下 - 対人口: 6.8% - 対家族数: 6.4% - 18歳未満: 6.1% - 65歳以上: 6.0% |

## 見どころ
- ベデル橋州立公園[7]
- ヘイブリル・バス屋根付き橋[8]
- ヘイブリル歴史協会博物館[9]
- アメリカ気象博物館[10]
- オリベリアン学校